# Lerbodatjärnen
Lerbodatjärnen är en sjö i Kils kommun i Värmland och ingår i Göta älvs huvudavrinningsområde. Sjön har en area på 0,11 kvadratkilometer och ligger 72,9 meter över havet. Sjön avvattnas av vattendraget Borgvikeälven (Emsälven).

## Delavrinningsområde
Lerbodatjärnen ingår i det delavrinningsområde (660884-134321) som SMHI kallar för Inloppet i Säveln. Medelhöjden är 82 meter över havet och ytan är 2,02 kvadratkilometer. Räknas de 14 avrinningsområdena uppströms in blir den ackumulerade arean 136,67 kvadratkilometer. Borgvikeälven (Emsälven) som avvattnar avrinningsområdet har biflödesordning 3, vilket innebär att vattnet flödar genom totalt 3 vattendrag innan det når havet efter 311 kilometer. Avrinningsområdet består mestadels av skog (33 procent), öppen mark (15 procent), jordbruk (18 procent) och sankmarker (28 procent). Avrinningsområdet har 0,11 kvadratkilometer vattenytor vilket ger det en sjöprocent på 5,6 procent.